# أوبرا بكين

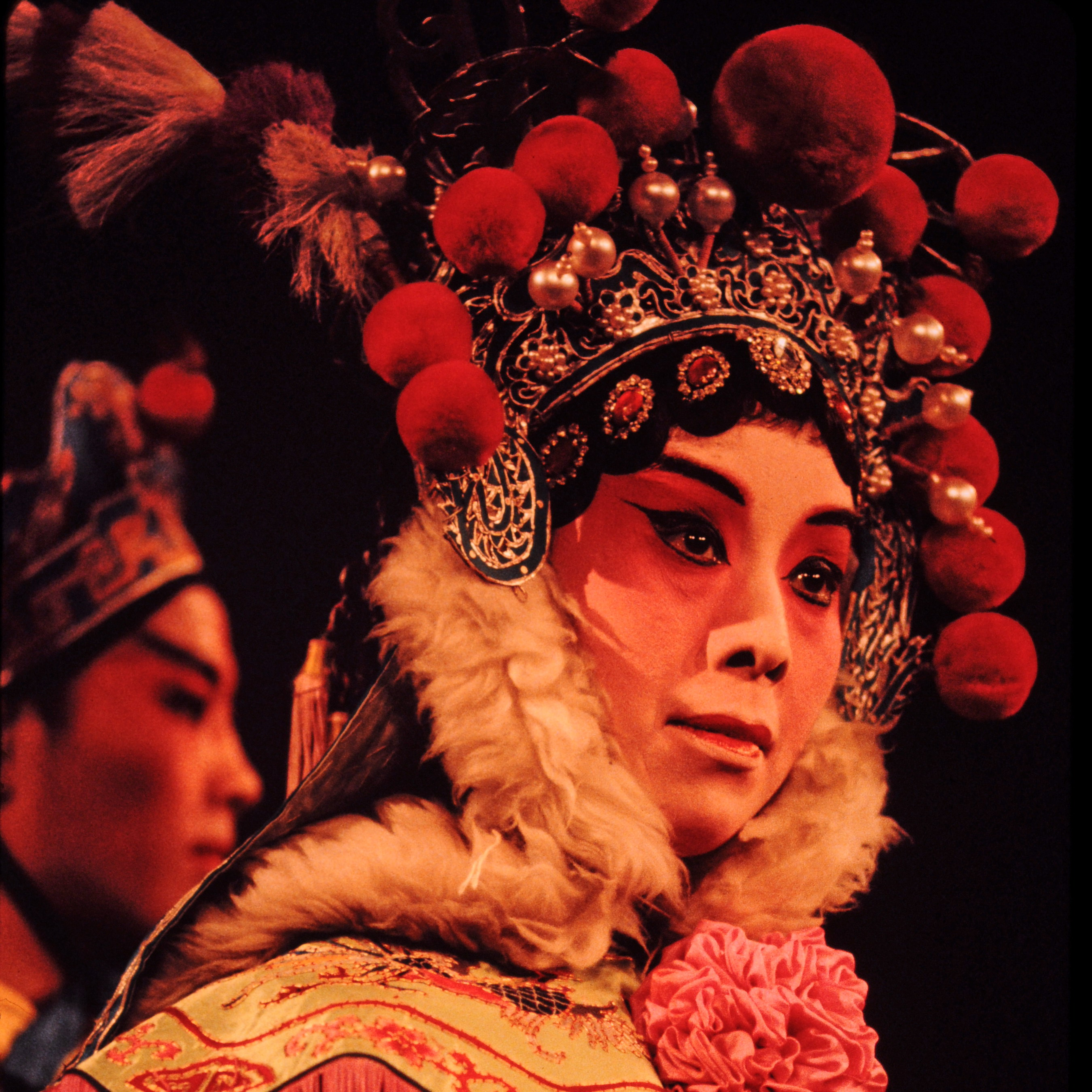
ممثلة في اوبرا بكين

تعد أوبرا بكين واحدة من أشهر الأوبرات وأوسعها انتشاراً في الصين. نشأت قبل مئتي سنة. ويمتزج فيها التمثيل مع الغناء والموسيقى والحركات البهلوانية (الأكروباتية). قدمت أكثر من ألف عرض مسرحي. في السنوات الأخيرة أدخلت الموسيقى السيمفونية الغربية ضمن مسرحياتها، وقد لاقى ذلك استحسان فناني أوبرا بكين.

## تاريخها

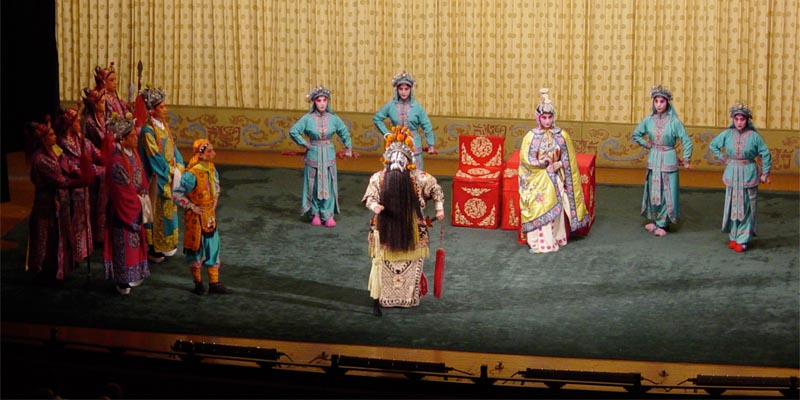
عرض مسرحي في أوبرا بكين

يطلق الاجانب على أوبرا بكين اسم: الاوبرا الشرقية. وهي من التراث الثقافي الصيني المشهور. وترجع تسميتها باسم أوبرا بكين إلى أن موطنها الاصلي هو في مدينة بكين القديمة. يرجع تاريخ أوبرا بكين إلى أكثر من مائتي سنة. ونشأت أصلا من المسرحيات الإقليمية العريقة في الصين القديمة. ومن أهمها مسرحية هوي بان التي كانت منتشرة في جنوب الصين في القرن الثامن العشر الميلادي. وفي عام 1790 دخلت أول فرقة هوي بان إلى مدينة بكين لحضور الانشطة الاحتفالية بعيد ميلاد الامبراطور الصيني. ودخلت بعدها عدة فرق هوي بان أخرى إلى بكين. واجتمعت فيها كثير من فرق المسرحيات والاوبرات الإقليمية الأخرى. وبعد التكامل والاندماج الفني الذي استمر أكثر من عشرات السنين نشأت أوبرا بكين الحالية. وتحولت بعد التحديث والتطوير لسنوات طويلة إلى أكبر مسرحية تقليدية شائعة داخل البلاد، وأكبر مسرحية صينية تقليدية في الصين من حيث عدد ممثليها وفرقها المحترفة ومشاهديها وبرامجها وتأثيراتها داخل البلاد.
تعتبر أوبرا بكين فنا شاملا يضم عدة فنون تمثيلية كالغناء والتلاوة والتمثيل والرقص وحركات القتال التمثيلية وغيرها. وتقدم القصص التاريخية والحكايات الشخصية والاجتماعية للمشاهدين بأسلوب تمثيلي خاص.ويرى الخبراء المختصون أن آواخر القرن الثامن عشر الميلادي كانت أول مرحلة مزدهرة في تاريخ أوبرا بكين حيث كانت تعرض برامج هذه الاوبرا بكثرة بين عامة الشعب كما تعرض بكثرة أيضا داخل القصور. وبفضل الحب الكبير من أفراد الاسر الملكية لاوبرا بكين والظروف المادية الممتازة داخل القصور والتسهيلات الكثيرة والصالحة لتحسين وإكمال متطلبات أزياء العرض والمكياج والديكور على خشبة المسرح وغيرها، شهدت أوبرا بكين في هذه المرحلة تطورا سريعا وخاصة بعد هذا التكميل والتأثير بين العرض لابناء الشعب والعرض لافراد الاسر البلاطية داخل القصور الامبراطورية. تعتبر الفترة ما بين عشرينات واربعينات القرن الماضي المرحلة الثانية التي شهدت فيها أوبرا بكين تطورا سريعا. وأهم ميزة لهذا التطور هي ظهور مذاهب عديدة لاوبرا بكين، ومن أهمها مذهب ماي لان فان ((من عام 1894 إلى 1961)) ومذهب شانغ شياو يون ((من عام 1900 إلى عام 1976)) ومذهب تشنغ يان تسيو ((من 1904 إلى 1958)) ومذهب شون هوي شنغ ((من عام 1900 إلى عام 1968)). ولكل مذهب من المذاهب الاربعة المذكورة مجموعة من الممثلين والممثلات الممتازين الذين عرضوا كثيرا من البرامج المشهورة في بكين وشانغهاي والمدن الصينية الأخرى. وقدموا مساهمات كبيرة لدفع تطور أوبرا بكين وزيادة ازدهارها. السيد مى لان فانغ أحد كبار فناني اوبرا بكين، ذاعت شهرته في الصين وفي العالم أيضا. وبدأ مي لان فانغ دراسة فن اوبرا بكين عندما كان في الثامنة من عمره. وبعد ثلاث سنوات من ذلك بدأ عرض البرامج على خشبة المسرح. وخلال أكثر من نصف قرن من مشواره الفني التمثيلي قدم مساهمات كبيرة لتطوير الفن التمثيلي لاوبرا بكين من ناحية أطوار الغناء وتلاوة الكلمات والرقص والموسيقى والازياء العرض والمكياج على خشبة المسرح وغيرها. مما شكّل مذهبا تمثيليا فريدا يُعرف باسم مذهب ماي لان فانغ التمثيلي في أوبرا بكين. وفي عام 1919 زارت فرقة صينية لأوبرا بكين بقيادة السيد مي لانغ فانغ لأول مرة اليابان. وتعتبر تلك الزيارة أول عرض لاوبرا بكين خارج البلاد. وفي عام 1930 زارت فرقة صينية لاوبرا بكين بقيادة مي لان فانغ الولايات المتحدة. وزارت في عام 1934 بعض الدول الأوروبية. ومنذ ذلك الوقت لقيت اوبرا بكين أهتماما من قبل الاوساط الفنية التمثيلية في أوروبا والدول الاجنبية الأخرى. ومنذ ذلك الحين بدأ العالم يعتبر أوبرا بكين مسرحية مثالية في الصين.
بعد تطبيق سياسة الإصلاح والانفتاح في الصين حققت أوبرا بكين تطورا جديدا بعد أن حظيت بالدعم الحكومي الكبير. وتعرض الآن داخل المسارح في المدن الصينية الكبرى كبكين وشانغهاي وغيرهما كثير من برامج اوبرا بكين التقليدية الممتازة كما تقام كل سنة مسابقات لاوبرا بكين بحضور كثير من ممثلي وعشاق اوبرا بكين. وفي الوقت نفسه تعتبر هذه الاوبرا أيضا وسيلة فعالة تستخدم لزيادة التبادلات الثقافية بين الصين ومختلف دول العالم.

## الشخصيات المسرحية في أوبرا بكين
تتألف شخصيات مسرحيات أوبرا بكين من أربع فئات، وهي في اللغة الصينية: شينغ ودان وجينغ وتشوه، وكل فئة تقوم أيضاً بأدوار مختلفة، إذ يمثل دور «شينغ» الرجال حصرياً وتتفرع أدواره إلى شيخ وشاب، فيما يقتصر دور «دان» على الأنثى، أما «جينغ» فيشمل الشخصيات ذات السلوك الغريب، أما النوع الأخير «تشوه» فهو يمثل أدنى طبقات المجتمع وتغلب عليهم الأدوار المضحكة.

## أقنعة التنكر
أقنعة التنكر ليست أقنعة حقيقية كأقنعة مسرح نو الياباني، بل هي ألوان يتم رسمها علي وجوه الممثلين ومن خلالها نعرف الحالة المزاجية لكل شخصية، اللون الأحمر يمثل الشجاعة والإخلاص والصدق، وأسود يمثل القوة والإقدام، أما اللونان الأزرق وأخضرالأخضر فهما يمثلان الوسطية بين الخير والشر وأحياناً يرمزان إلى الأبطال المتمردين، فيما يمثل اللونان الأصفر والأبيض الصفات السيئة كالشر والجشع والغدر، واللونان الذهبي والفضي فهما من رموز السحر والأسرار.